# Veste Heldburg
Die Veste Heldburg war eine hochmittelalterliche Höhenburg, die im 16. Jahrhundert als Schloss im Stil der Renaissance umgebaut wurde. Sie erhebt sich auf einem zum ehemaligen Vulkangebiet Heldburger Gangschar gezählten, 405 m hohen Vulkankegel 113 Meter über dem Ort Heldburg im Heldburger Land, dem südlichsten Zipfel des Landkreises Hildburghausen in Thüringen. Im 12. oder 13. Jahrhundert gegründet, wird sie aufgrund ihrer exponierten Lage seit dem 14. Jahrhundert auch „Fränkische Leuchte“ genannt, als Pendant zur „Fränkischen Krone“, der in Sichtweite befindlichen Veste Coburg. Die Veste Heldburg zählt als einzige thüringische Anlage zu den Sehenswürdigkeiten der Burgenstraße. Im Französischen Bau der Veste befindet sich das im September 2016 eröffnete Deutsche Burgenmuseum.

## Geschichte

### Mittelalter und Frühe Neuzeit

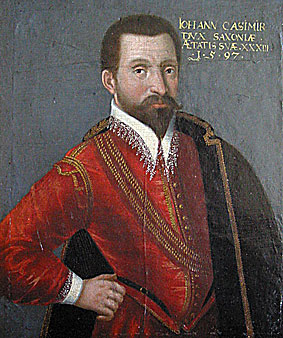
Herzog Johann Casimir von Sachsen-Coburg, 1597, Öl auf Holz, Schloss Callenberg, Coburg

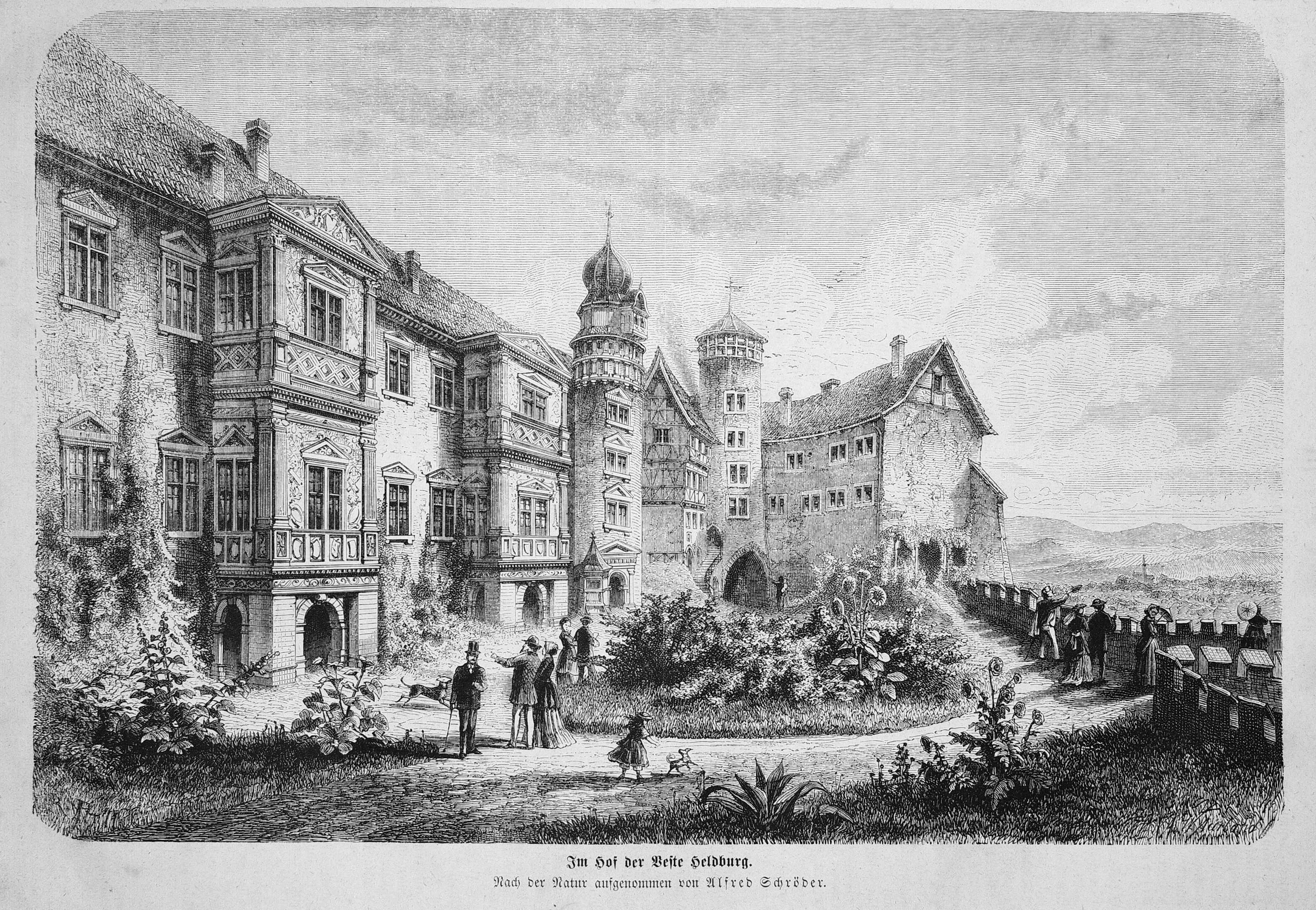
Hof der Veste Heldburg 1872, links der Französische Bau mit Herren- und Frauenerker

Am Anfang des 14. Jahrhunderts war die Höhenburg im Besitz der Grafen von Henneberg-Schleusingen und diente als Amts- und Gerichtssitz, nachdem das regionale Machtzentrum auf Burg Struphe (heute: Burgruine Straufhain bei Streufdorf) aufgegeben worden war. 1374 fiel die Veste Heldburg an die Wettiner. Johann Friedrich der Mittlere ließ sie ab 1560 von seinem Hofbaumeister Nikolaus Gromann im Renaissancestil (Neuer Bau) zur herzoglichen Residenz ausbauen. Zu Gromanns bedeutendsten Renaissance-Bauten zählen neben dem Französischen Bau auf der Veste Heldburg das Französische Schloss (heute: Herzogin Anna Amalia Bibliothek) in Weimar und das Altenburger Rathaus.
Herzog Johann Casimir von Sachsen-Coburg nutzte die Burg jahrzehntelang als Nebenresidenz und Jagdschloss. Anlässlich seiner Hochzeit mit Margarethe von Braunschweig-Lüneburg im September 1599 wohnten dort zahlreiche Gäste des Herzogs; neben der Braut auch Markgraf Georg Friedrich I. von Brandenburg-Ansbach-Kulmbach, Herzog Ernst II. von Braunschweig-Lüneburg, Herzog Wilhelm Kettler von Kurland und Semgallen und Herzog Johann Ernst von Sachsen-Eisenach, jeweils mit ihrem Hofstaat.
Nach mehreren Eroberungen und Plünderungen im Dreißigjährigen Krieg wurde die Heldburg mit Festungsanlagen am Schlossberghang 1712–1720 (Festungsbau nicht vollendet) neu befestigt. Die Anlage war von 1682 bis 1684 vorübergehend Residenz der ernestinischen Herzöge von Sachsen-Hildburghausen und von 1717 bis 1724 durch eine ständige militärische Garnison besetzt. Von den Festungsanlagen sind heute am Schlossberghang nur noch Reste vorhanden. 1826 wurde die Heldburg Eigentum des Meininger Herzogshauses. Herzog Georg II. ließ sie von 1874 bis 1898 umfassend erneuern und bewohnte sie ab Mai 1877 zeitweise mit seiner Frau Helene Freifrau von Heldburg. Schwerpunkt der Neugestaltung im Stil des Historismus waren die Innenräume des Französischen Baus und die Freifraukemenate im Kommandantenbau. Durch neue Turmhauben verlieh der Herzog der Veste ihre charakteristische Silhouette im Sinne der Burgenromantik.

### 20. Jahrhundert
Von 1926 bis 1945 waren der Titularherzog Georg III. und seine Frau Klara Maria (1895–1992), geborene Gräfin von Korff, die letzten Besitzer der Veste Heldburg. Als eines von vier Kindern dieses Paars wuchs Regina von Sachsen-Meiningen auf der Heldburg auf. Georg von Sachsen-Meiningen war Richter in Hildburghausen. Er und seine Familie wurden 1945 entschädigungslos enteignet, er selbst kam 1946 in sowjetischer Gefangenschaft um. Seine Frau flüchtete mit den Kindern nach Westdeutschland. Regina heiratete 1951 Otto von Habsburg.
Nach dem Zweiten Weltkrieg lag die Veste Heldburg im Grenzgebiet der DDR. In der Zeit von Anfang 1948 bis Ende 1949 befand sich in ihren Räumen das Amtsgericht Heldburg. 1951 wurde das Schloss durch sowjetische Truppen ausgeräumt und als Kommandantur verwendet, anschließend war bis 1982 ein Kinderheim darin untergebracht. Am 7. April 1982 beschädigte ein Großbrand den Französischen Bau stark und vernichtete die gesamte bis dahin noch weitgehend erhaltene Innenausstattung der Wohnräume und des großen Festsaals. An eine Bausicherung oder einen Wiederaufbau war aufgrund des Mangels an Material und Arbeitskräften zunächst nicht zu denken. Stattdessen wurde das Bauwerk durch die Witterung weiter geschädigt. Erst 1990 begann im Rahmen einer thüringisch-bayerischen Kooperation die Rettung des Französischen Baues mit dem Wiederaufbau des Dachs und dem Einziehen neuer Geschossdecken.
Am 25. Oktober 1994 übernahm die Stiftung Thüringer Schlösser und Gärten die Veste Heldburg und setzte die Sanierungsmaßnahmen fort. Der Französische Bau wurde im Rohbau und an den Außenfassaden wieder hergestellt, die beiden Renaissance-Erker wurden restauriert.

### 21. Jahrhundert
Ab 2008 wurden die Arbeiten durch EFRE-Fördermittel beschleunigt. Für die Sanierung mit dem Ziel der Einrichtung des Deutschen Burgenmuseums standen bis 2013 gut 8 Millionen Euro zur Verfügung.
Am 2. Juni 2009 wurde ein symbolischer Grundstein mit Dokumenten in den Fußboden des Heidenbaus eingelassen. Im Oktober 2010 waren die Sanierungsarbeiten im Kommandantenbau abgeschlossen, die Pfeilerhalle und die alte Hofstube wiederhergestellt. 2011 folgte der Heidenbau, 2013 wurde der Innenausbau im Französischen Bau fertiggestellt. Dabei wurden erhaltene Reste von Wandfassungen und aus der Brandruine geborgene Ausstattungsfragmente zum Teil wieder integriert. 2007 wurde eine Ausstellung eröffnet, die über die Ziele des Museums unterrichtet und einen Überblick über Burgenforschung, Geschichte und Typologie von Burgen und ihre Funktion im Mittelalter sowie vom 17. bis 19. Jahrhundert bietet.
Am 8. September 2016 wurde das Deutsche Burgenmuseum auf der Veste Heldburg eröffnet und ist seit dem 9. September 2016 für den regulären Besucherverkehr geöffnet.

## Beschreibung

### Anlage

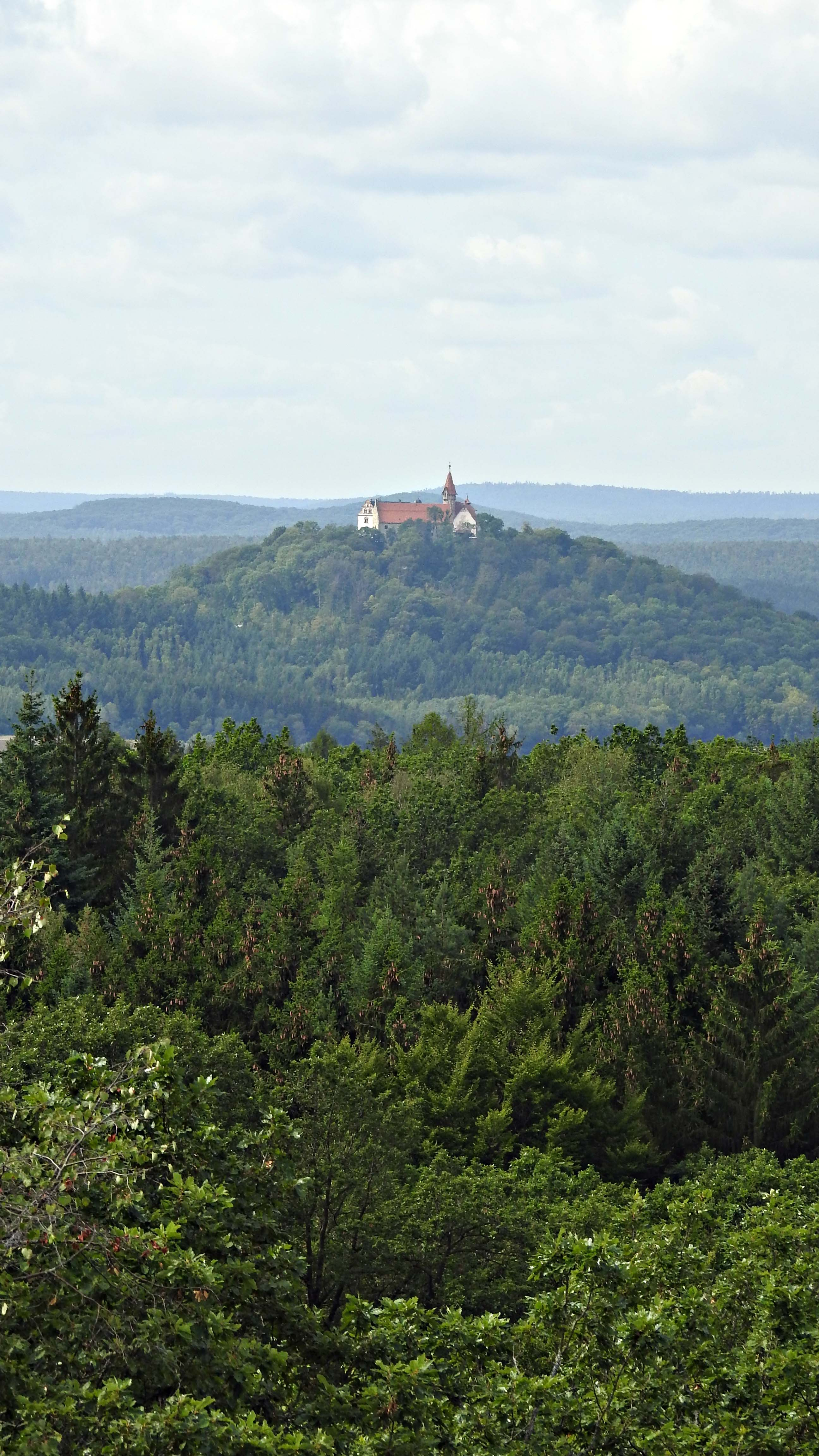
Blick von der Henneberger Warte zur Veste Heldburg

Die ursprüngliche Wehranlage aus dem 13. Jahrhundert bildet den Grundriss der Veste Heldburg, deren äußere Mauern im 19. Jahrhundert noch vorhanden waren und auch heute noch erkennbar sind. Der Zugang führte über die Zugbrücke der ersten Toranlage in den Zwinger. Von dort gelangt man durch ein weiteres Tor und ein Torhaus in den inneren Schlosshof. Pferdetränke und Brunnenhaus lagen an diesem Zugang. Der Innenhof wird vom Heidenbau, dem sogenannten Kommandantenbau mit dem Marstall und dem Französischen Bau mit seinen reich geschmückten Erkern und dem runden Treppenturm, dem Großen Wendelstein, umschlossen. Die beiden zinnenbekränzten Terrassen auf dem Jungfernbau sowie auf den Kellergewölben des früheren Küchenbaus stammen aus dem 19. Jahrhundert.
Der in seinen Fensterachsen klar gegliederte Französische Bau gilt mit den nach 1560 datierten Erkern, Herren- und Frauenerker genannt, als kunsthistorisch bedeutendster Teil der Veste Heldburg. Der Französische Bau bestimmt den Schlosscharakter der Burg auch nach außen. Er verfügt über ein Hauptgeschoss mit den früheren herzoglichen Stubengemächern, ein Obergeschoss mit dem ehemaligen Hauptsaal, zwei Untergeschosse sowie ein Kellergeschoss. In den Innenräumen haben sich fragmentarische Relikte der Renaissance, des Barock und des 19. Jahrhunderts erhalten. Sie wurden bei der 2013 abgeschlossenen Restaurierung in die Raumfassungen einbezogen. Die Räume werden für den Rundgang des Deutschen Burgenmuseums genutzt.
Im spätmittelalterlichen Heidenbau befinden sich die ehemalige protestantische Schlosskirche des 17. Jahrhunderts mit Emporenkonstruktion und Kanzelanlage (heute Veranstaltungssaal), eine Remise sowie große historische Lagerräume. Auch die als Wohnraum für den Lagermeister eingebaute Bohlenstube hat sich fragmentarisch erhalten.
Im Kommandantenbau befand sich im Souterrain der Marstall, die heute als sogenannte Pfeilerhalle das Besucherzentrum aufnimmt. Im Hauptgeschoss liegt die frühere Amtsstube, darüber die neugotische Freifraukemenate mit der einzigen vom Brand 1982 vollständig verschonten historistischen Raumfassung der Veste.

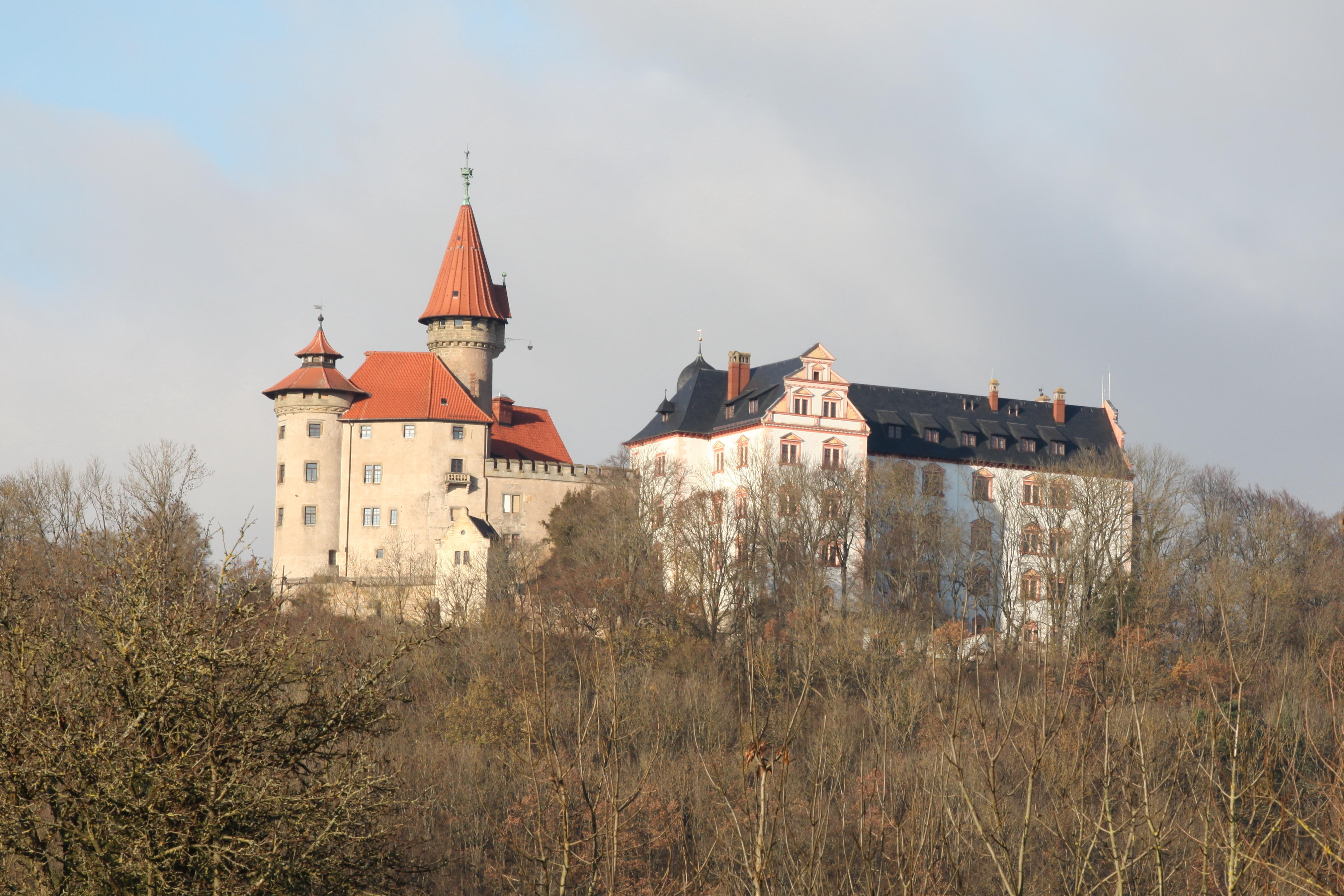
Ansicht von Süden
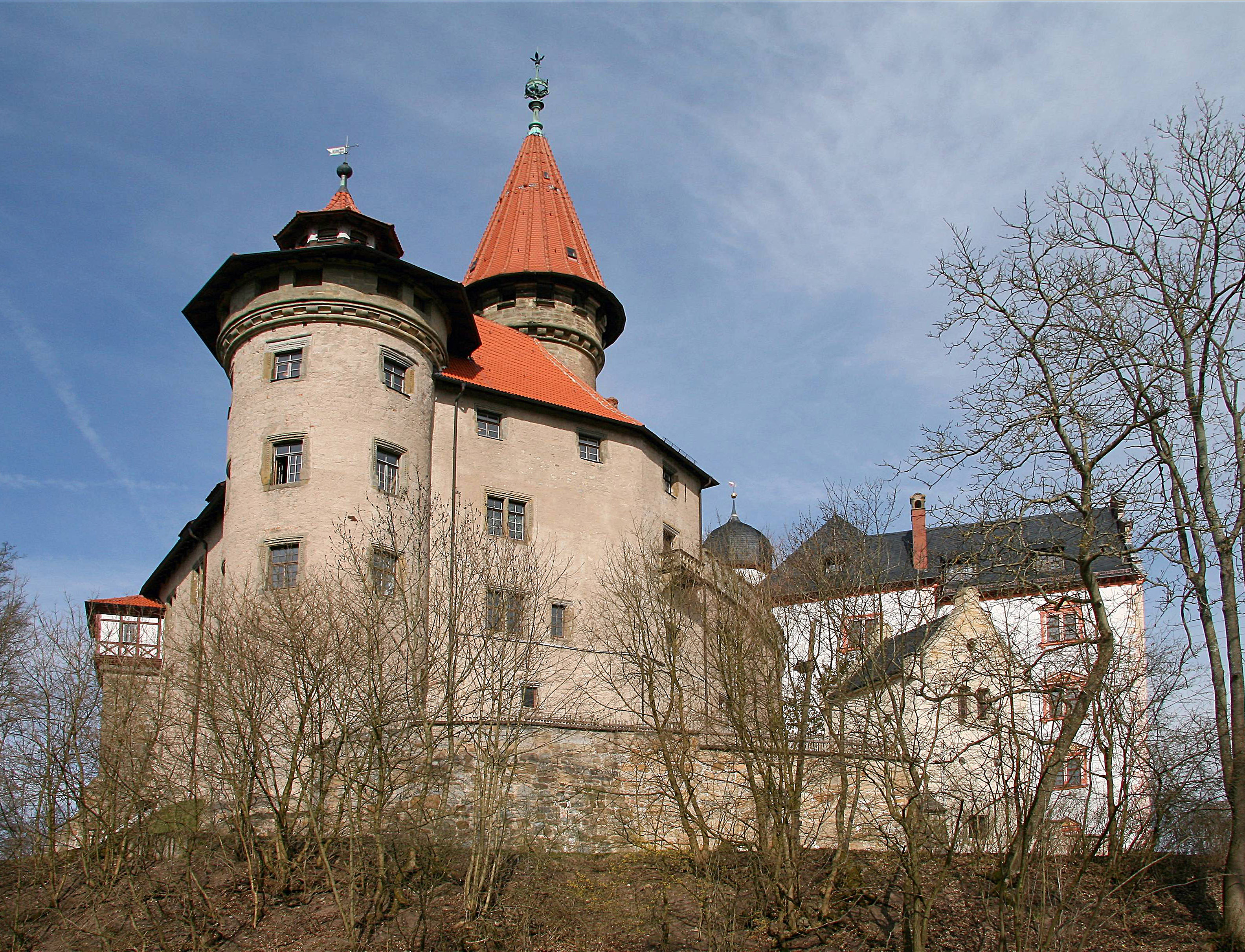
Hexenturm
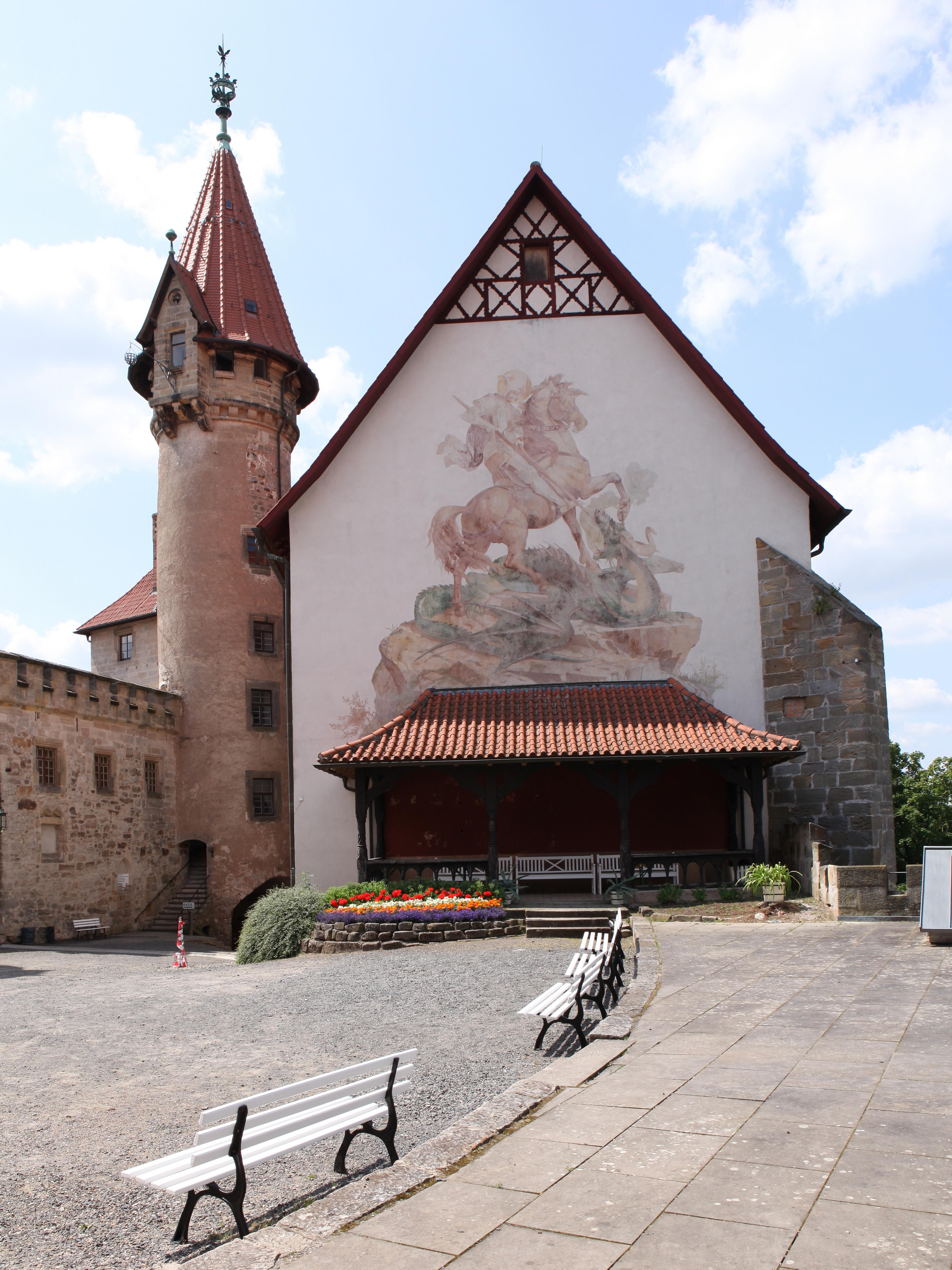
Kommandantenbau
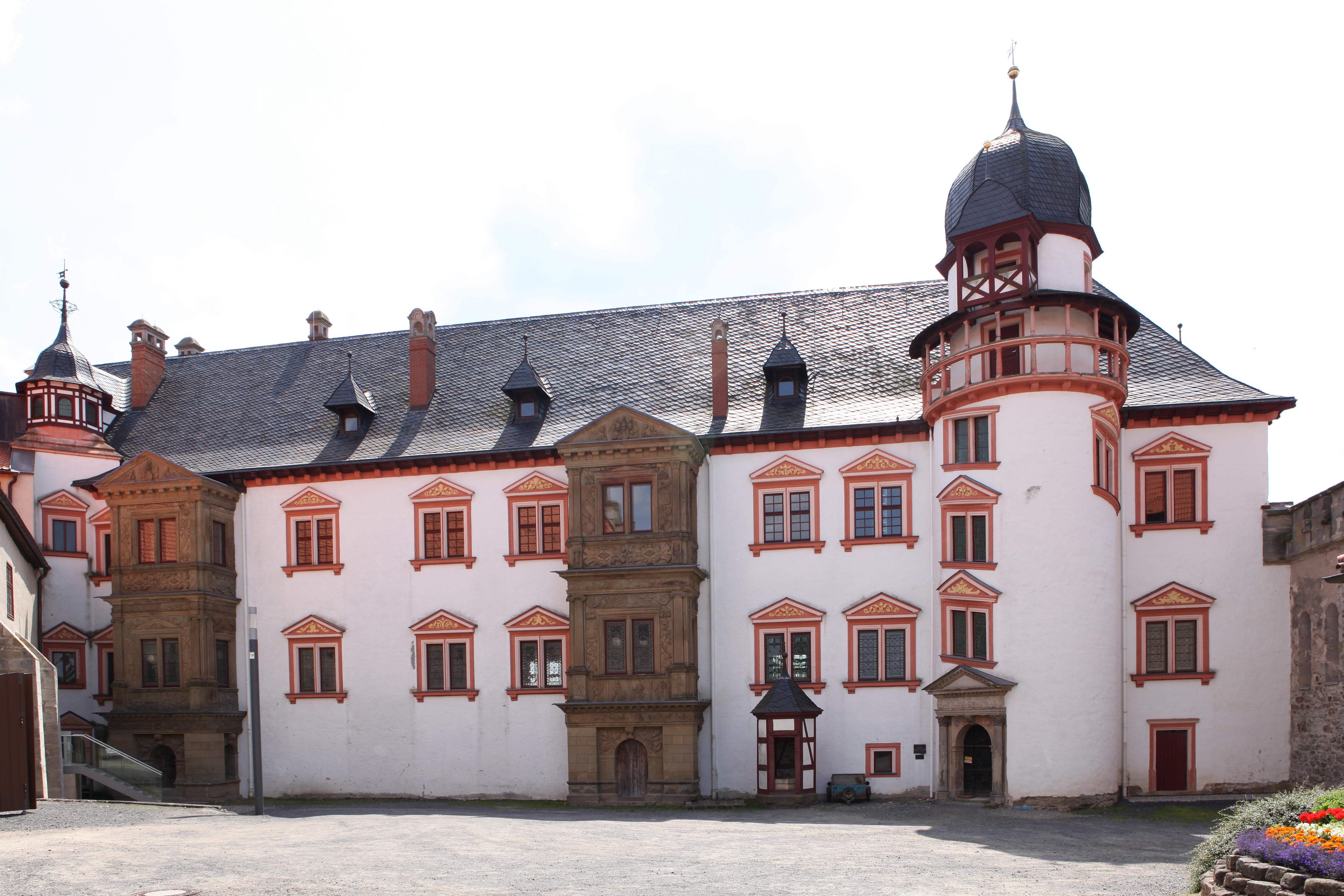
Französischer Bau
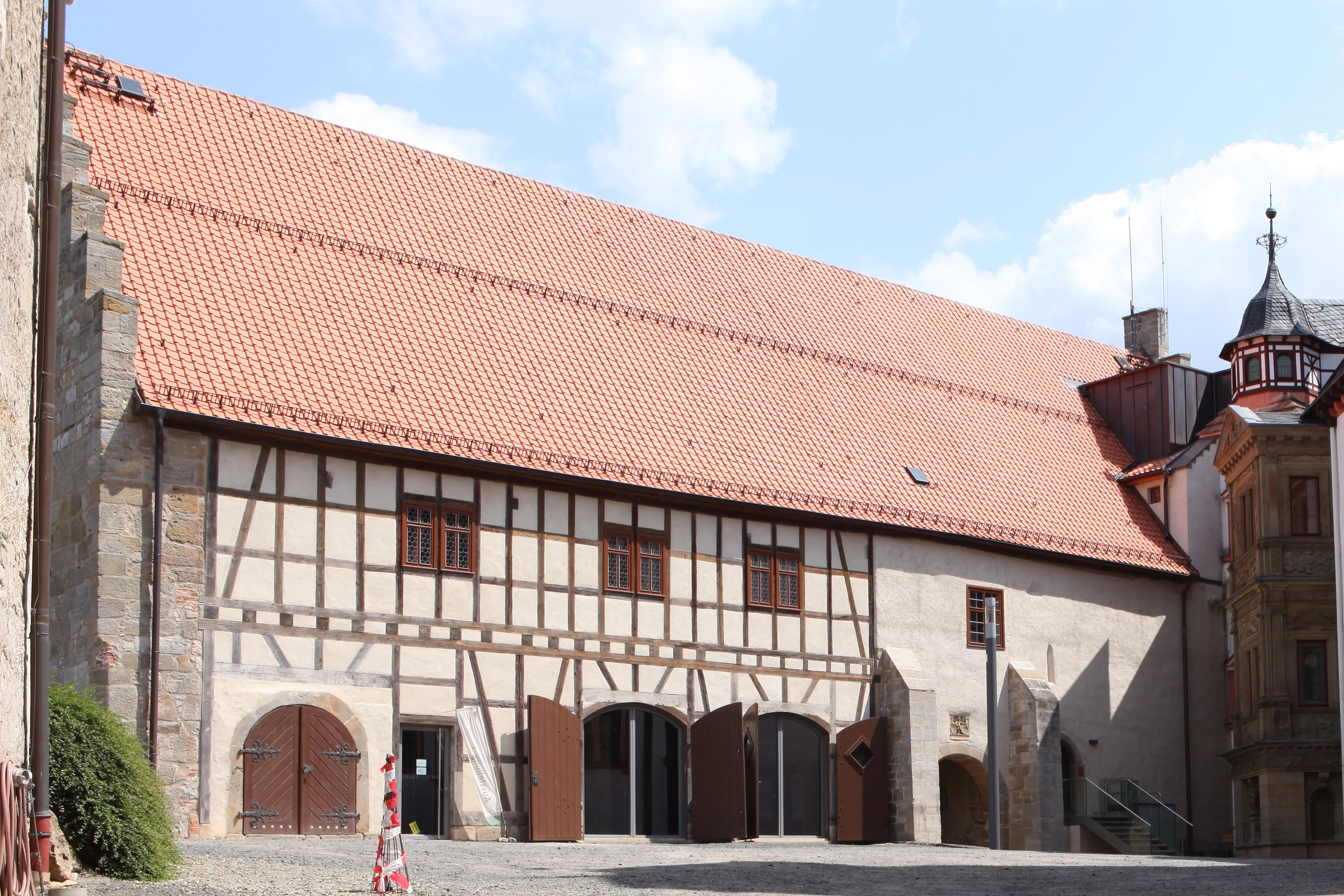
Heidenbau
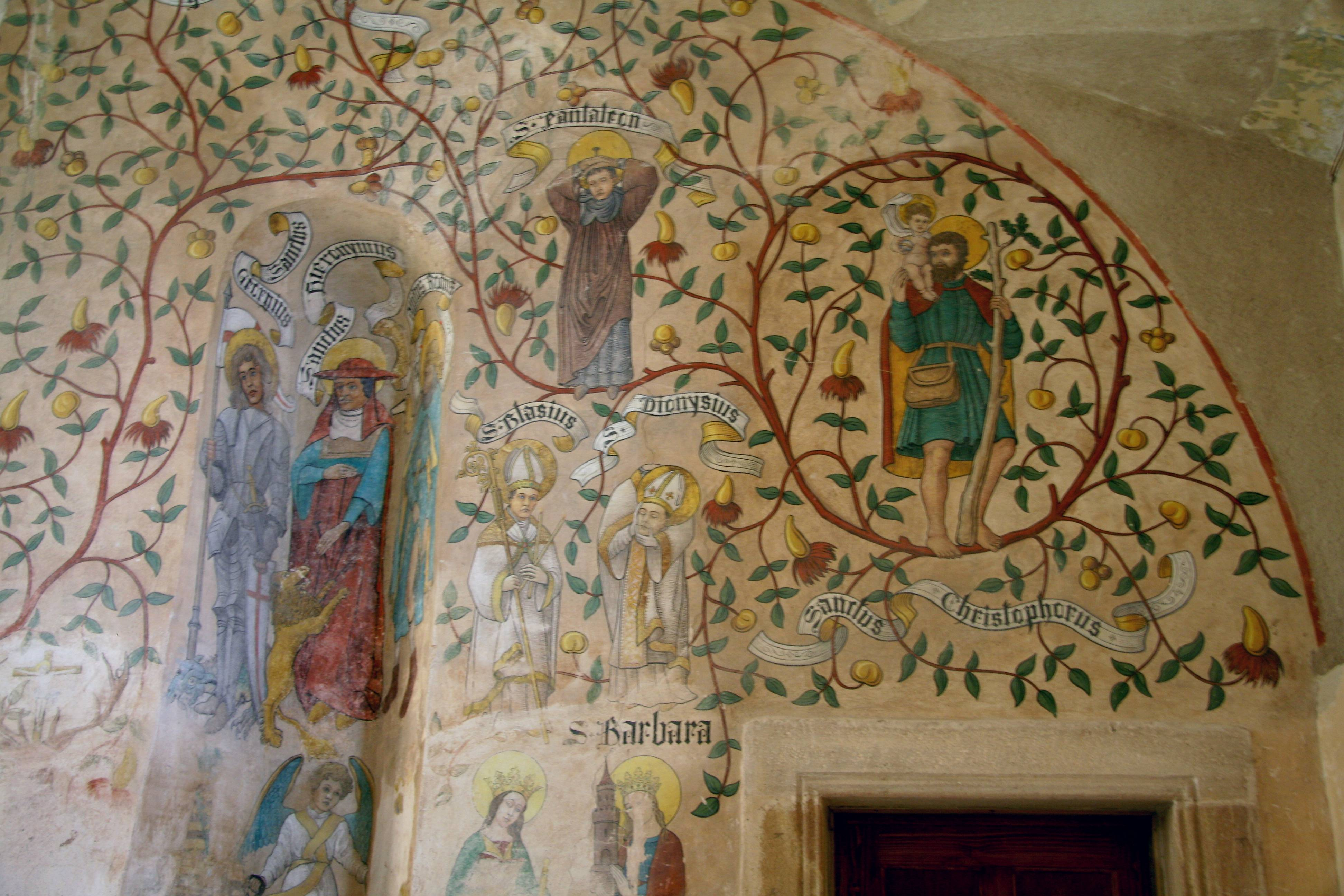
Wandmalerei in der Kapelle

### Gruft

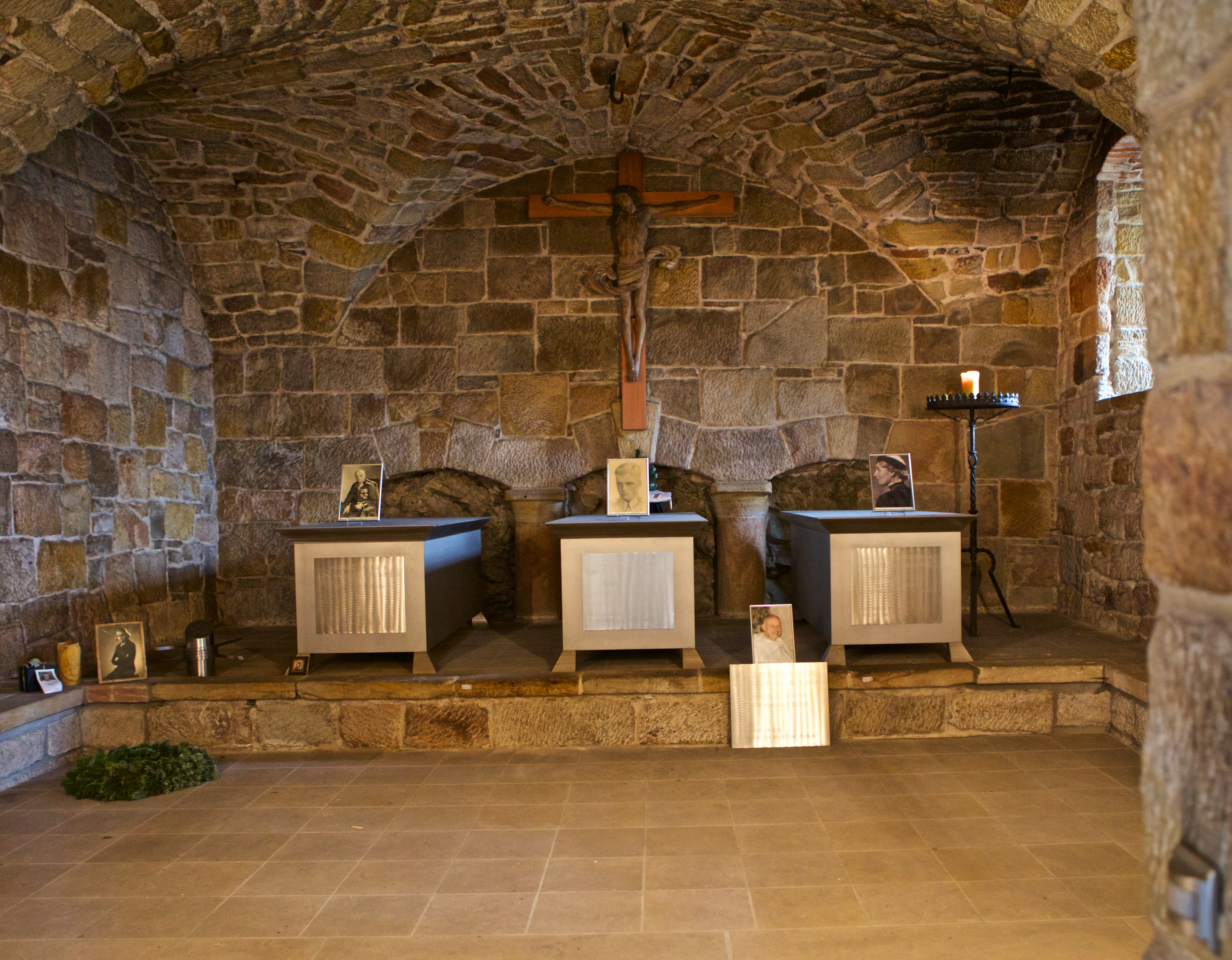
Blick in die bis 2006 wiederhergestellte Gruft der Veste Heldburg

1940 fiel Anton-Ulrich von Sachsen-Meiningen, der Sohn von Georg III. und Klara Maria, im Zweiten Weltkrieg. Die Familie richtete auf der Veste in den beiden Räumen der ehemaligen Silberkammer/Leutnantsstube, rechts nach dem Haupttor eine Gruft ein, in der Anton Ulrich beigesetzt wurde. Nachdem sowjetische Truppen die Burg bezogen hatten, wurde der Sarkophag 1951 entfernt und auf dem Friedhof in Heldburg begraben. Im gleichen Grab wurde 1992 auch die Mutter Anton-Ulrichs, Klara Maria von Sachsen-Meiningen, bestattet.
Dem Wunsch der Familie entsprechend wurde die Gruft auf der Veste Heldburg bis 2006 wiederhergestellt. Die Umbettung der beiden Verstorbenen vom Friedhof auf die Burg fand am 22. Februar 2006 statt, die Überführung des 1946 in sowjetischer Kriegsgefangenschaft in Nordwestrussland verstorbenen Georg III. ist geplant, ein Sarkophag für ihn wurde bereits in der Gruft aufgestellt. 
Am 10. Februar 2010 wurden der Sarg und die Herzurne Reginas von Habsburg ebenfalls in dieser Gruft beigesetzt, der Sarg nach dem Tod ihres Mannes aber nach Wien überführt und am 16. Juli 2011 zusammen mit ihm in der Kapuzinergruft bestattet. Die Herzurne Reginas blieb auf der Veste Heldburg.